# ORP Maćko
ORP Maćko (R-15) – polski okręt ratowniczy projektu 5002, numer burtowy R-15.
Okręt ten został zaprojektowany w Polsce i zbudowany w Stoczni w Ustce jako drugi z serii. Jego okrętem bliźniaczym jest ORP „Zbyszko”. Okręt służy w 3. Flotylli Okrętów.

## Opis
Okręt przeznaczony jest do zadań poszukiwawczo-ratowniczych. Wyposażony jest w łódź pneumatyczną z silnikiem doczepnym, sprężarkę, dwa działka przeciwpożarowe oraz komorę dekompresyjną. Nurkowie wchodzący w skład załogi są w stanie prowadzić prace podwodne do głębokości 45 metrów. ORP „Maćko” może ściągać z mielizny i holować uszkodzone jednostki o wyporności maksymalnej do 1000 ton. Jednostka posiada możliwość gaszenia pożarów oraz zasilania w energię elektryczną uszkodzonych jednostek.
Od 12.01.2015 roku przeprowadzony był generalny remont okrętu oraz modernizacja. Na pokładzie rufowym w miejsce bramownicy zamontowano kontenerowy system LARS (Launch and Recovery System) z otwartym dzwonem nurkowym, umożliwiającym prace podwodne do 80 metrów. Zmodernizowano też komorę dekompresyjną.